# مایکل استافورد
مایکل استافورد (متولد ۱۲ ژوئیه ۱۹۹۰)، که بیشتر با نام ماوریک سابر شناخته می‌شود، خواننده، ترانه‌سرا و رپر ایرلندی است. استافورد در استوک نیوینگتون، در هاکنی، لندن به دنیا آمد. در چهار سالگی به همراه خانواده‌اش به نیو راس، کانتی وکسفورد نقل مکان کرد و در آنجا بزرگ شد. با پیروی از توصیه‌های نوازنده انگلیسی Plan B و هری جسوپ، او به لندن بازگشت تا حرفه موسیقی را دنبال کند.